# 肖恩·乔丹
肖恩·乔丹（英語：Shaun Jordan，1968年2月1日—），美国男子游泳运动员，主攻自由泳。他曾代表美国参加1988年和1992年夏季奥林匹克运动会游泳比赛，获得二枚金牌。